# Sveti Martin na Muri

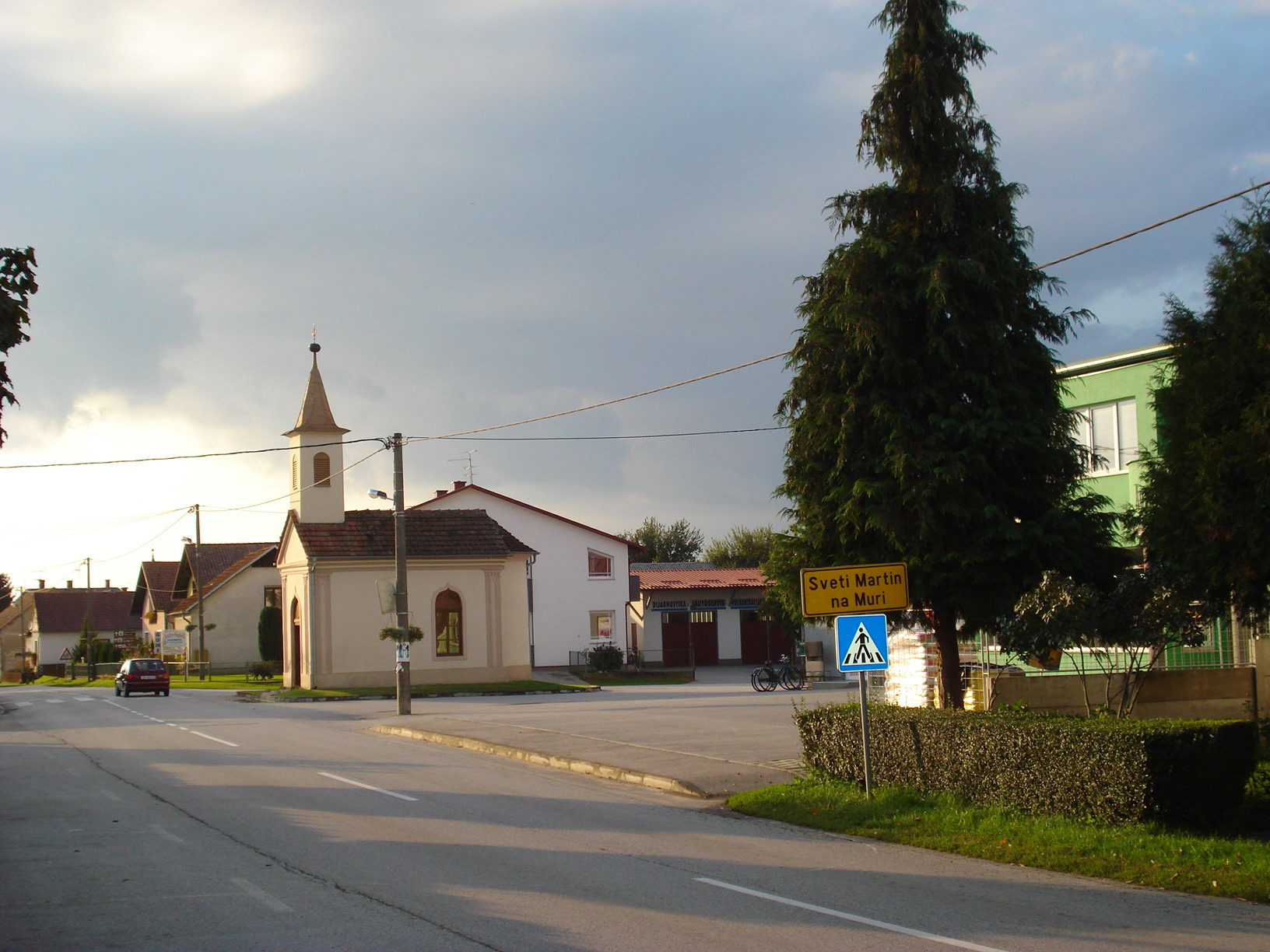
Příjezd do vesnice, na obrázku lze vidět kapli Panny Marie Lurdské

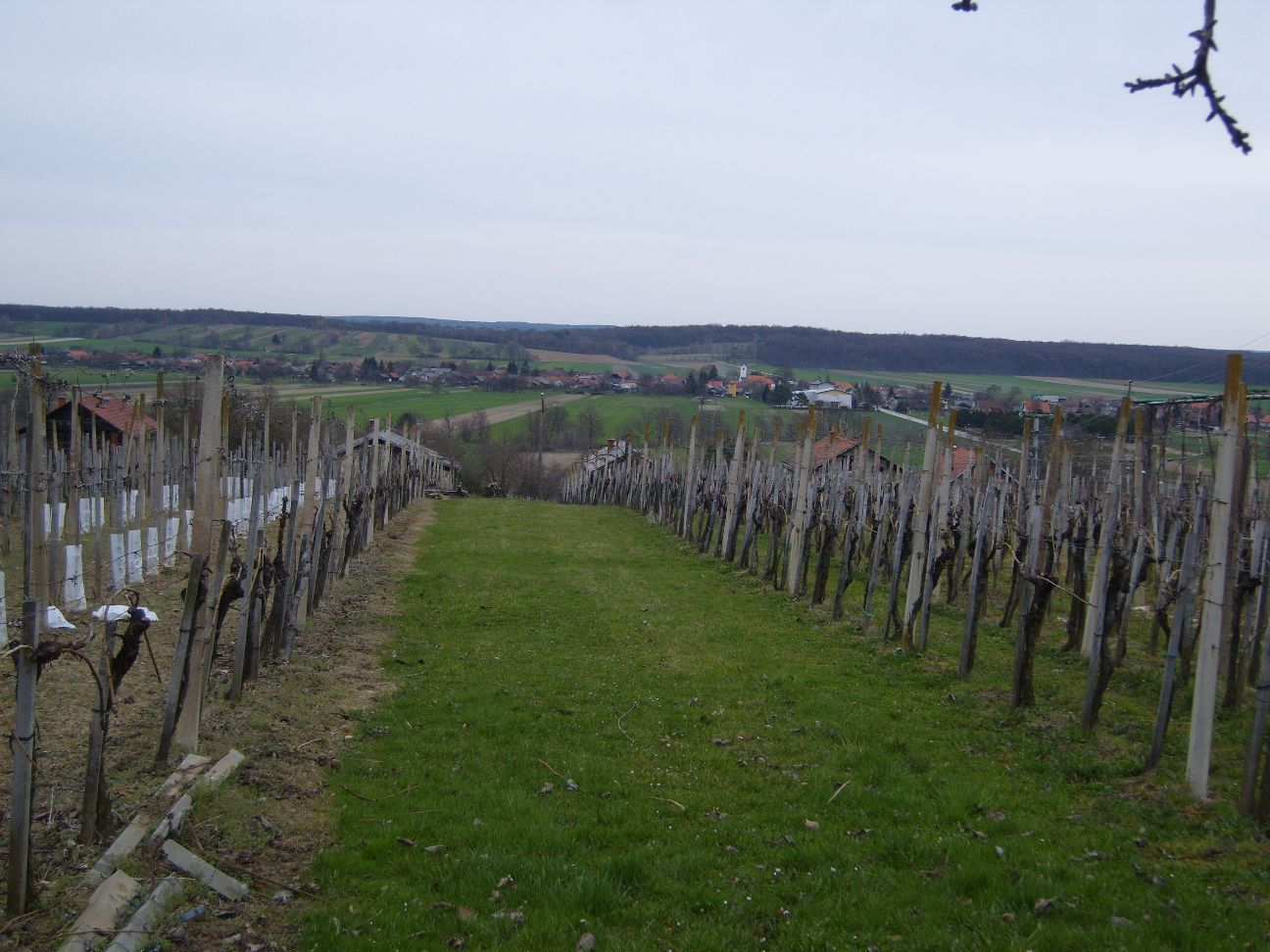
Nedaleká vinice

Sveti Martin na Muri (maďarsky Muraszentmárton) je vesnice a správní středisko stejnojmenné opčiny v Chorvatsku v Mezimuřské župě. Nachází se velmi blízko slovinských hranic, asi 5 km severozápadně od města Mursko Središće, 13 km východně od slovinského Ljutomeru, 17 km severozápadně od Čakovce, 29 km severovýchodně od Varaždinu a asi 115 km severovýchodně od Záhřebu. Podle údajů z roku 2021 žilo v samotné vesnici 451 obyvatel, v celé opčině pak 2 391 obyvatel, přičemž počet obyvatel opčiny od roku 1971 pravidelně klesá.
Sveti Martin na Muri je nejsevernější opčinou Chorvatska. Středisko se nachází 3 km jihozápadně od nejsevernějšího bodu, který je součástí jeho katastrálního území, čímž je oficiálně nejsevernějším chorvatským sídlem. Za nejsevernější vesnici je ovšem považován Žabnik, pokud nejsou v úvahu brána katastrální území, ale zastavěná území. Těsně jižněji se nachází vesnice Marof.
Severně od vesnice protéká řeka Mura, která je zde na župní silnici 2245 přemostěna. Kromě této silnice prochází vesnicí i župní silnice 2003. Nedaleko se nachází hraniční přechod Sveti Martin na Muri – Hotiza. Severně se nachází několik mrtvých říčních ramen a rybníků.
Ve vesnici je postaven kostel svatého biskupa Martina a kaple Panny Marie Lurdské. Opčina je známá pro termální lázně ve vesnici Toplice Sveti Martin.

## Znak a vlajka
Znak obce zobrazuje bílou husu, která drží v zobáku hrozny, na červeném pozadí a nad bílou vlnovkou. Obě části charakterizují název obce – husa je symbolem svatého Martina (svatomartinská husa), vlnovka symbolizuje řeku Muru. Znak má pouze nepatrný černý obrys. Vlajka je celá vínově červená se znakem uprostřed, ke znaku je zde navíc přidán žlutý okraj.

## Historie
Počátky historie sahají podle archeologických nálezů již do starověku, kdy v prostoru dnešní vesnice Gradiščak stálo keltské a ilyrské osídlení. V 1. století bylo na území dnešní vesnice založeno město Halicanum. Římské osídlení je dokázáno řadou nálezů ze 70. a 80. let 20. století, byly zde nalezeny obětní oltáře, mince a keramika. Rovněž byly odkryty pozůstatky osídlení o rozloze 3 km², které bylo postaveno na pravidelném plánu, což dokazuje pravoúhlý tvar ulic, a rovněž zbytky staroměstského a císařského hřbitova, včetně několika hrobek z 1. až 4. století.
První písemná zmínka ze středověku ovšem pochází až z roku 1334, kdy byla zmíněna v listině záhřebské diecéze jako Sancti Martini. Další zmínky pocházejí z let 1478 (Zenth Marton), 1501 (Sancti Martini Superior) a 1507 (Mwrazenthmarton). Nejstarší dochovanou památkou je kostel svatého Martina, původně gotický kostel přestavěný do barokního slohu. První kostel byl dřevěný, v polovině 15. století byl vysvěcen. V této době jej vlastnilo postupně několik šlechtických rodů, jako byli Lackfiové, Cilleiové, Zrinští, Althannové a Feštetićové. V 16. století se i sem rozšířila náboženská reformace, kterou podporoval i tehdejší majitel vesnice, Jiří Zrinský.
Majetek a rodinnou hrobku zde též vlastnil hradní kapitán Mikuláš Mallekóczy z Bajcsy, který zde byl roku 1603 pohřben. Jeho náhrobek je v současnosti k vidění v muzeu v Čakovci. Jeho syn Mikuláš byl v roce 1614 povýšen na barona a po roce 1625 se oženil s Alžbětou Széchyovou, vdovou po Mikuláši VI. Zrinském. Nechali si zde postavit zámek, který ovšem již neexistuje, jelikož byl v 30. letech 20. století kvůli špatnému stavu zbořen a místo něj byly vystavěny obytné domy.
Půda v okolí vesnice byla vždy úrodná a vhodná zejména pro vinařství, ale vzkvétalo také zemědělství a chov zvířat. Od 19. století  mnoho místních obyvatel pracovalo v okolních továrnách v Mezimuří. Do roku 1972 zde fungoval uhelný důl a cihelna. Další rozvoj přinesl objev termálního pramene na počátku 20. století při těžbě ropy. První koupaliště zde bylo vystavěno v roce 1931.
Mezi lety 1965 a 1991 nesměla vesnice kvůli socialistickému režimu podobně jako ostatní chorvatské obce v názvu používat slovo sveti (svatý), proto byla přejmenována na Martin na Muri. Po rozpadu Jugoslávie a pádu režimu byl obci navrácen původní název.

## Obyvatelstvo
Naprostou většinu obyvatel (97,43 %) tvoří Chorvati, poměrně významnou národnostní menšinu (1,69 %) tvoří Slovinci, za které se považuje 44 obyvatel. Pět obyvatel se považuje za Albánce, po třech za Čechy a Maďary, po dvou za Němce, Rusy a Srby a po jednom za Bosňáky a Slováky
Většina obyvatel (97,7 %) vyznává římskokatolické křesťanství, šest lidí (0,23 %) se hlásí k pravoslavné církvi, dva (0,08 %) k protestantským církvím a tři (0,12 %) k ostatním křesťanským církvím. Čtyři obyvatelé (0,15 %) vyznávají islám, sedm lidí (0,27 %) se řadí mezi agnostiky a skeptiky, 13 lidí (0,5 %) patří mezi ateisty a 23 obyvatel (0,88 %) se ke své víře nevyjádřilo.

## Administrativní dělení
K opčině Sveti Martin na Muri patří celkem čtrnáct samostatných sídel. Dříve mezi ně patřila i vesnice Sveta Margita, která se v roce 1890 rozdělila na čtyři samostatné vesnice – Gornji Koncovčak, Gradiščak, Jurovčak a Kapelščak.
- Brezovec – 174 obyvatel
- Čestijanec – 91 obyvatel
- Gornji Koncovčak – 84 obyvatel
- Gradiščak – 159 obyvatel
- Grkaveščak – 89 obyvatel
- Jurovčak – 141 obyvatel
- Jurovec – 209 obyvatel
- Kapelščak – 93 obyvatel
- Lapšina – 129 obyvatel
- Marof – 89 obyvatel
- Sveti Martin na Muri – 451 obyvatel
- Toplice Sveti Martin – 55 obyvatel
- Vrhovljan – 262 obyvatel
- Žabnik – 365 obyvatel

## Sousední vesnice
| Růžice kompasu |          | Hotiza (SLO)         | Kapca (SLO) Kot (SLO) | Růžice kompasu |
| Růžice kompasu | Jurovec  | Sever                | Žabnik                | Růžice kompasu |
| Růžice kompasu | Jurovec  | Sveti Martin na Muri | Žabnik                | Růžice kompasu |
| Růžice kompasu | Jurovec  | Jih                  | Žabnik                | Růžice kompasu |
| Růžice kompasu | Brezovec |                      | Vrhovljan             | Růžice kompasu |